# Jeffrey A. Larsen
| 174567 Varda | 21 giugno 2003 |

Jeffrey A. Larsen (1967) è un astronomo statunitense.
Il Minor Planet Center gli accredita la scoperta di due asteroidi, effettuate tra il 1998 e il 2003, di cui una in collaborazione con Nichole M. Danzl e Arianna E. Gleason. Di particolare importanza è stata la scoperta di 174567 Varda, un potenziale pianeta nano.
Nel 2000 scopre l'oggetto 2000 JW8 che viene riconosciuto essere 719 Albert, l'ultimo degli asteroidi numerati considerato perso dopo la sua iniziale scoperta.
Ha inoltre scoperto le comete periodiche 200P/Larsen, 264P/Larsen, 280P/Larsen e le non periodiche C/1998 M3 (Larsen) e C/2004 C1 (Larsen).
Gli è stato dedicato l'asteroide 7657 Jefflarsen.